# 板榄镇
板榄镇，是中华人民共和国广西壮族自治区柳州市融安县下辖的一个乡镇级行政单位。

## 行政区划
板榄镇下辖以下地区：
板榄社区、麻江村、木吉村、山尾村、官昔村、古龙村、马步村、龙纳村、里鸟村、东岭村、门楼村、泗安村、四平村、拉叭村、沙江村、拉谢村、蒙村和江北村。